# توم روزنتال (ناشر)
توم روزنتال (بالإنجليزية: Tom Rosenthal)‏ هو ناشر بريطاني، ولد في 16 يوليو 1935، وتوفي في 3 يناير 2014.